# Kommende Reval

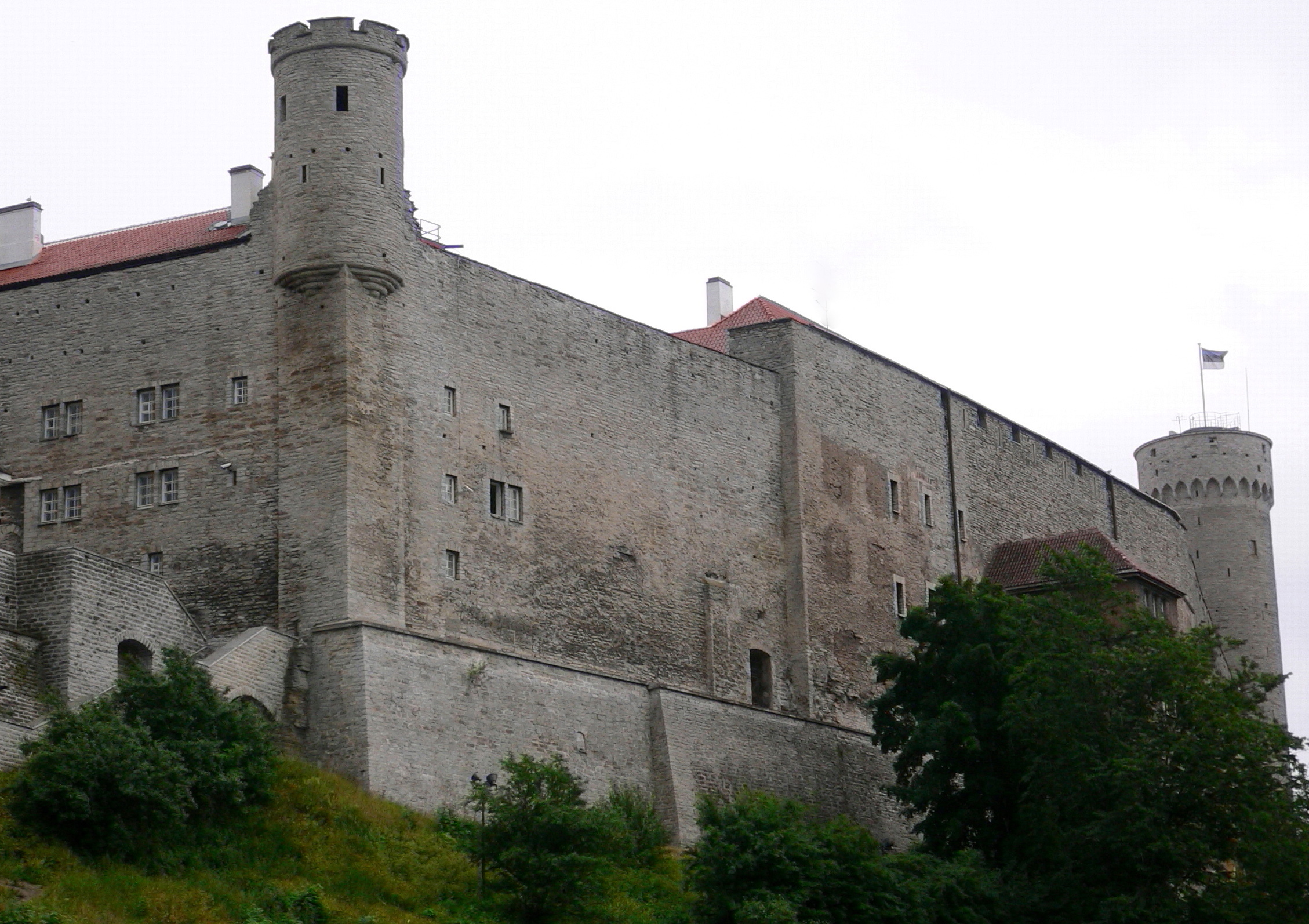
Heutiges Aussehen der Burg auf dem Tallinner Domberg

Die Kommende Reval war eine Kommende in der Stadt Tallinn (deutscher Name Reval) in Estland, deren Sitz sich im Castrum Danorum befand.
Sie wurde zuerst im Jahre 1234 vom Schwertbrüderorden gegründet, nachdem dieser die dänische Burg Castrum Danorum und die umliegende Landschaft Revele im Jahre 1227 erobert und ab 1230 unterhalb des Burgbergs westfälische und niedersächsische Kaufleute angesiedelt hatte.
Schon wenige Jahre später, nach der vernichtenden Niederlage des Ordens in der Schlacht von Schaulen im September 1236 gegen die Schemaiten und Litauer, waren die Schwertbrüder im Jahre 1237 gezwungen, ihre Unabhängigkeit aufzugeben und mit Genehmigung des Papstes im Deutschen Orden aufzugehen.  Auf Grund der dabei verfügten Bestimmungen wurde Nord-Estland mit der Kommende Reval 1238 an Dänemark zurückgegeben.  
Im Jahre 1346, nachdem ihm der Deutsche Orden bei der Niederschlagung eines großen Estenaufstandes entscheidende Hilfe geleistet hatte, verkaufte der dänische König Waldemar IV. Atterdag die Kronrechte in Estland dem Deutschen Orden, um somit Mittel zur Einlösung der von seinen Vorgängern verpfändeten Burgen und Ländereien in Jütland, Fünen und Seeland in die Hand zu bekommen. Der Orden erneuerte die Kommende Reval in der Burg auf dem Domberg („Toompea“) von Tallinn, der nicht zur seit 1248 mit lübischem Stadtrecht versehenen Stadt Reval gehörte, sondern noch bis 1878 eine eigenständige Gemeinde blieb.

## Komture von Reval
- 1234–.......Johann (Schwertbrüderorden)

1238-1346 (dänisch)
- 1346–....... Burchard von Dreileben
- 1348–....... Hildebrand von Lenthe
- 1348–1349 Arnold von Vietinghoff
- 1352–1359 Dietrich von Warmsdorf
- 1361–1369 Helmich von Dipenbrock
- 1370–....... Gottschalk von Vickede
- 1375–1379 Heinrich von Eppenhausen
- 1384–....... Bruno von Hochstaden
- 1387–1397 Arnd von Altena
- 1397–1407 Dietrich von Weilburg
- 1407?/1409–1411 Friedrich von Welda
- 1411–1417 Johann Wekebrodt von Büderich
- 1418–1421 Dietrich Dücker
- 1422–1423 Albert Torck
- 1423–1424 Cisse von dem Rutenberg
- 1424–1429 Goswin von Velmede
- 1429–1432 Simon von Gundheim
- 1432–1434 Heinrich von Böckenförde genannt Schüngel
- 1434–1436 Heinrich von der Vaerst
- 1436–1442 Wolter von Loe
- 1442–1450 Johann von Mengede genannt Osthof
- 1450–1456 Ernst von Mengede genannt Osthof
- 1456–1461 Gerhard von Mallinckrodt
- 1462–1468 Johann von Krieckenbeck genannt Spor
- 1468–1470 Johann Waldhaus von Heerse
- 1470–1471 Dietrich von der Dorneburg genannt von der Lage
- 1472–1485 Johann Freitag von Loringhoven
- 1485–1510 Johann von der Recke genannt von Sümmern
- 1510–1516 Evert von Werminghausen
- 1516–1523 Simon von Rietberg
- 1523–1525 Paul von Steinen
- 1523–1532 Dietrich Bock
- 1533–1534 Johann von Witten
- 1534–1550 Remmert von Scharenberg
- 1550–1552 Rolf von Benzenrade
- 1553–1558 Franz von Siegenhoven genannt Anstel
- 1560–1561 Caspar von Oldenbockum